# 안나 안드레스
안나 올렉산드리우나 안드레스(우크라이나어: Анна Олександрівна Андрес, 1993년 11월 17일~)는 우크라이나의 모델, 기업인, 텔레비전 진행자이다.

## 생애
안나 안드레스는 1993년 11월 17일에 르비우에서 폴란드계와 러시아계 우크라이나인 부모의 딸로 태어났다. 안나 안드레스의 아버지인 올렉산드르는 법학을 전공했고 나중에 경찰관으로 근무했다. 안나 안드레스의 어머니인 빅토리야는 그래픽 디자이너 자격을 취득했고 나중에 실내·실외 디자이너로 활동했다. 안나 안드레스의 부모는 안나 안드레스가 5세였던 시절에 이혼했다.
안나 안드레스는 2010년에 열린 미스 르비우 선발 대회에서 2위를 차지하면서 키예프, 밀라노, 런던, 상하이의 모델 에이전시로부터 협력 제안을 받았다. 대학교 재학 시절에는 키예프의 L 모델(L Models), 런던의 부킹스(Bookings)와 같은 모델 에이전시와 계약을 체결하고 주기적인 모델 활동을 전개했다. 2014년 4월에는 《로피시엘》(L'Officiel) 우크라이나판의 표지 모델로 출연했고 2014년 9월에는 《GQ》 러시아판, 멕시코판의 표지 모델로 출연했다. 2014년 10월에는 미국 텍사스주에서 셰리 힐(Sherri Hill)의 이브닝 드레스 모델로 활동했다.
안나 안드레스는 2014년 6월 6일에 열린 미스 우크라이나 유니버스 선발 대회에서 1위를 차지했으며 돈바스 전쟁 관련 지역의 어린이, 노인을 대상으로 하는 자선 사업에 참여했다. 하지만 개인적인 상황을 고려하여 미국에서 열린 미스 유니버스에 불참하게 된다. 2016년에는 르비우 상업 학교 법학과를 졸업했고 2018년에는 런던 센트럴 세인트마틴 예술 대학교에 입학했다.
안나 안드레스는 2016년부터 패션 전문 텔레비전 채널인 HD 패션(HD Fashion)에서 텔레비전 진행자로 근무하면서 밀라노 패션 위크, 파리 패션 위크, 칸 영화제에 대한 보도를 진행했다. 2018년에는 영국의 패션 브랜드인 프리치 런던(Pritch London)과 함께 의류 컬렉션을 출시했다. 2019년 4월에는 보석 브랜드인 안나 안드레스 주얼리(Anna Andres Jewelry)를 출시했다. 2020년 7월에는 프랑스 코트다쥐르에 위치한 5성급 호텔인 오텔 뒤 카페덴로크(Hôtel Du Cap-Eden-Roc)에서 프랑스의 기업인인 다비드 바로카스(David Barokas)와의 결혼식을 거행했다.